# Гетеборзький університет
Гетеборзький університет (швед. Göteborgs universitet, лат. Universitas Gothoburgensis) — університет у Гетеборзі (Швеція). Гетеборзький університет, де навчаються близько 26 000 студентів, є найбільшим у Скандинавії.

## Історія

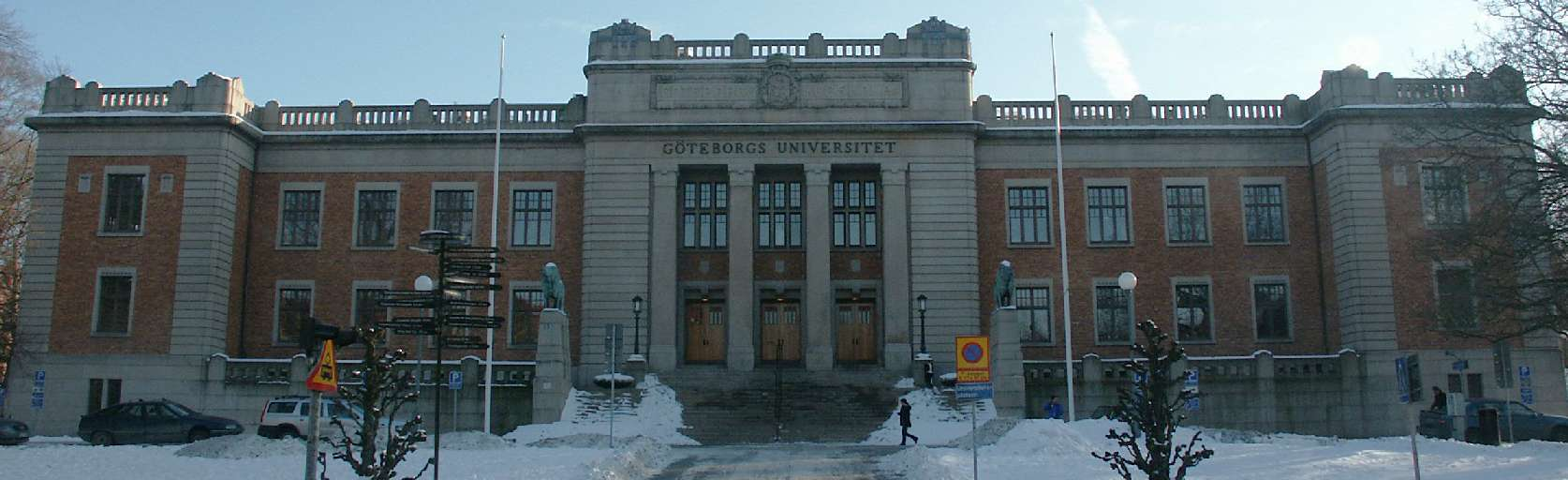
Основна будівля в Vasaparken

Університет було засновано 1891 року на приватні пожертви як Göteborgs högskola (Вища школа Гетеборга). Перші лекції тут читали всього 7 професорів для 17 студентів та чотирьох студенток. Згодом цей заклад об'єднав усі вищі навчальні заклади в місті. Повноцінним університетом став 1954 року після злиття з Гетеборзькою школою медицини (швед. Medicinhögskolan i Göteborg). Основний корпус та більшість факультетів розташовані в центральній частині Гетеборга.

## Структура університету
- Сальгренська Академія: викладається медична справа, стоматологія та медсестринська справа. Основна навчальна база розташована в Сальгренській Університетській Лікарні.
- Факультет мистецтва.
- Школа образотворчого мистецтва Valand.
- Факультет суспільних наук.
- Школа бізнесу, економіки та права.
- Педагогічний факультет.
- Науковий факультет.
- Гетеборгський університет IT.

## Видатні викладачі
- Анніка Дальстрем — заслужений професор з гістології і неврології.
- Арвід Карлссон — шведський фармаколог.
- Ернст Кассірер — німецький філософ.
- Бернгард Карлгрен — шведський мовознавець.
- Лота Лутас — шведська письменниця
- Ер'ян Оухтерлоні — шведський бактеріолог та імунолог
- Бу Ральф — шведський мовознавець
- Марі Редбо — шведський астроном.

## Відомі випускники
- Анна Ваглін — шведський океанолог, дослідниця Антарктики та полярних морів.
- Ева Ерстрем — шведська музикознавиця.